# Mapas (álbum)
Mapas es el segundo disco del grupo español de música indie Vetusta Morla. 
El 11 de abril de 2011, el grupo colgó en su página oficial la canción En el río. El disco fue expuesto en la web oficial el 3 de mayo del mismo año antes de salir al mercado. La fecha de venta física fue el 6 de mayo de 2011.

## Lista de canciones
1. Los días raros - 6:30
2. Lo que te hace grande - 4:14
3. En el río - 3:10
4. Baldosas amarillas - 4:20
5. Boca en la tierra - 3:50
6. El hombre del saco - 3:07
7. Maldita dulzura - 3:50
8. Cenas ajenas - 4:04
9. Mapas - 3:53
10. Canción de vuelta - 3:54
11. Escudo humano - 4:36
12. Mi suerte - 4:41

### Listas
| Lista PROMUSICAE | Lista PROMUSICAE | Lista PROMUSICAE | Lista PROMUSICAE | Lista PROMUSICAE | Lista PROMUSICAE | Lista PROMUSICAE | Lista PROMUSICAE | Lista PROMUSICAE | Lista PROMUSICAE | Lista PROMUSICAE | Lista PROMUSICAE | Lista PROMUSICAE | Lista PROMUSICAE | Lista PROMUSICAE | Lista PROMUSICAE | Lista PROMUSICAE | Lista PROMUSICAE | Lista PROMUSICAE | Lista PROMUSICAE | Lista PROMUSICAE | Lista PROMUSICAE | Lista PROMUSICAE | Lista PROMUSICAE | Lista PROMUSICAE | Lista PROMUSICAE | Lista PROMUSICAE | Lista PROMUSICAE | Lista PROMUSICAE | Lista PROMUSICAE | Lista PROMUSICAE | Lista PROMUSICAE | Lista PROMUSICAE | Lista PROMUSICAE | Lista PROMUSICAE | Lista PROMUSICAE |
| Semana           | 01               | 02               | 03               | 04               | 05               | 06               | 07               | 08               | 09               | 10               | 11               | 12               | 13               | 14               | 15               | 16               | 17               | 18               | 19               | 20               | 21               | 22               | 23               | 24               | 25               | 26               | 27               | 28               | 29               | 30               | 31               | 32               | 33               | 34               | 35               |
| ---------------- | ---------------- | ---------------- | ---------------- | ---------------- | ---------------- | ---------------- | ---------------- | ---------------- | ---------------- | ---------------- | ---------------- | ---------------- | ---------------- | ---------------- | ---------------- | ---------------- | ---------------- | ---------------- | ---------------- | ---------------- | ---------------- | ---------------- | ---------------- | ---------------- | ---------------- | ---------------- | ---------------- | ---------------- | ---------------- | ---------------- | ---------------- | ---------------- | ---------------- | ---------------- | ---------------- |
| Posición         | 3                | 4                | 3                | 3                | 3                | 5                | 6                | 9                | 7                | 7                | 6                | 6                | 7                | 8                | 14               | 13               | 16               | 17               | 26               | 27               | 30               | 32               | 36               | 50               | 52               | 55               | 72               | 70               | 65               | 71               | 67               | 67               | 71               | 48               | 49               |

| Posición | 43 | 41 | 74 | 73 | 59 | 67 | 77 | 96 | 90 | 75 | 83 | 60 | 74 | 95 | 95 | 96 |